# Николай Дерменджиев
Николай Владимиров Дерменджиев е български историк, доктор на историческите науки. Дерменджиев е родственик на Борис Неврокопски.

## Биография
Николай Дерменджиев е възпитаник на Френска езикова гимназия „Алфонс дьо Ламартин“ в София. През 1996 г. завършва история в Софийския университет „Св. Климент Охридски“ със специалност археология. Дипломната му работа е на тема „Проблеми на проучванията на тракийски култови места от II – I хил. пр. Хр.“ През 2004 г. завършва семестриално Минно-геоложки университет „Св. Иван Рилски“ в специалността „Геодезия и маркшайдерство“. Между 2002 и 2004 г. е редовен докторант към НАИМ – БАН.
През 2006 г. успешно защитава дисертация на тема „Методология на археоастрономическите изследвания. Анализ на обекти и находки от територията на България“ (с научни ръководители проф. Вл. Шкодров и проф. д-р Д. Гергова) и става доктор на историческите науки.
Николай Дерменджиев завършва и професионална квалификация по дисциплините „Сферична астрономия“ и „История на астрономията“ към Физически факултет на СУ „Св. Климент Охридски“.
Между 1995 и 2005 г. участва в археологически разкопки като стажант-студент и докторант – заместник-ръководител в археологическите експедиции на обекти край Кабиле, Бабяк, Гледачево, Сборяново, Кайнарджа и Ахтопол.
Участие в археологическите разкопки на Сердика под ръководството на д-р А. Аладжов през есента на 2012 г.
Между 2006 и 2012 г. взема участие в археологически разкопки в България под ръководството на проф. д-р Диана Гергова:
- Доспат (надгробни могили),
- Карнобат (праисторическо селище),
- Казичене (надгробна могила),- Сборяново (могилен некропол),
- Дядово (селищна могила),
- Велинград (светилището на връх Острец и могила при Клептуза),
- Ахтопол (Авлеос Теихос),
- Стрелча (надгробна могила, обходи),
- с. Баня, община Разлог (римска и турска баня).[1]

## Смърт
Тялото на Николай Дерменджиев е открито на 12 август 2013 г. в банята на жилището, наето от него в гр. Гоце Делчев. Криминалистите са открили до тялото му предсмъртно писмо. Направената аутопсия на 13 август 2013 г. потвърдила версията на криминалистите от РУП-Гоце Делчев, че става въпрос за самоубийство. Според протокола, изготвен по време на аутопсията, смъртта е настъпила преди няколко дни вследствие на прободна рана с нож в сърдечната област. По тялото не са намерени следи от насилие. Ножът, с който Дерменджиев се е пронизал, също е открит в банята.

## Научни публикации[1]
- Възможна интерпретация на мегалитния паметник „Кози камък“ като тракийско светилище – Експедиционен годишник, 1989, брой 3-4, стр. 94-98
- Обходното трасе на Брут и Касий преди битката при Филипи (42 г. пр. Хр.) – Прометей, 1, 2000
- Ориентацията на Демирбаба теке – Хелис IV, 2005, стр. 238-240.
- Светлинни календарни ефекти в архитектурата на култови съоръжения.- Хелис V, 2006, стр. 155-173
- Археоастрономическа интерпретация на култовите масички от некропола при с. Орсоя.- Интердисциплинарни изследвания, ХIХ, 2006, стр. 104-110
- Антични празници в балканската обредно-празнична традиция (по календарно-астрономически данни) – Phosphorion, Studia in honorem Mariae Čičikova, Sofia, 2008, стр. 616-629